# (691) Lehigh
(691) Lehigh es un asteroide que forma parte del cinturón de asteroides y fue descubierto por Joel Hastings Metcalf el 11 de diciembre de 1909 desde el observatorio de Taunton, Estados Unidos.

## Designación y nombre
Lehigh fue designado inicialmente como 1909 JG.
Posteriormente, recibió el nombre de la universidad Lehigh.

## Características orbitales
Lehigh está situado a una distancia media del Sol de 3,015 ua, pudiendo acercarse hasta 2,655 ua. Tiene una inclinación orbital de 13,02° y una excentricidad de 0,1196. Emplea 1912 días en completar una órbita alrededor del Sol.